# Samuel Zauber
Samuel Zauber (hebräisch סמואל זאובר‎; * 1908 oder 1909; † 10. Juni 1986 in Jerusalem, Israel) war ein rumänischer Fußballspieler auf der Position des Torwarts.

## Karriere
Zauber begann seine Laufbahn bei dem jüdischen Verein Maccabi Bukarest. 1925 wechselte er für eine Spielzeit zu Isvorul Sportul Bukarest, der in den Relegationsspielen zum Aufstieg in die Bukarester Distriktmeisterschaft Prahova Ploiești unterlag und weiterhin zweitklassig blieb. Ab 1928 spielte Zauber erneut für Maccabi Bukarest. Das erfolgreichste Jahr seiner Vereinskarriere wurde 1935: im April gewann Maccabi Bukarest den Fußballwettbewerb bei der zweiten Makkabiade in Tel Aviv und scheiterte im Juli als Gruppensieger der Divizia B nur knapp in den Aufstiegsspielen zur Divizia A 1935/36. Im Alter von 55 Jahren ließ sich Zauber 1964 in Israel nieder, wo er 1986 verstarb.

## Nationalmannschaft
Zauber wurde für die Fußball-Weltmeisterschaft 1930 in Uruguay nominiert. Dort kam er jedoch nicht zum Einsatz und füllte lediglich die Rolle des Ersatztorwarts aus. Insgesamt absolvierte Zauber im Jahr 1931 drei Länderspiele für Rumänien. Sein Debüt gab er am 28. Juni 1931 gegen Jugoslawien. Er gehörte der siegreichen rumänischen Mannschaft beim Balkan-Cup 1929–31 an. Dort wurde er in den Rückspielen gegen Jugoslawien und Griechenland eingesetzt.

## Erfolge
- WM-Teilnehmer: 1930 (Ersatztorwart)
- Balkan-Cup-Sieger: 1929/31
- Makkabiade-Sieger: 1935